# Mirna Peč (gemeente)
Mirna Peč (Duits: Hönigstein; Italiaans: Forno di Mirna of Miele di Pietra) is een gemeente in de Sloveense regio Jugovzhodna Slovenija. De gemeente hoorde voorheen tot Novo mesto en werd pas in 1999 zelfstandig. Tijdens de volkstelling in 2002 telde de gemeente 2038 inwoners.

## Plaatsen in de gemeente
Biška vas, Čemše, Dolenja vas pri Mirni Peči, Dolenji Globodol, Dolenji Podboršt, Globočdol, Golobinjek, Gorenji Globodol, Gorenji Podboršt, Goriška vas, Grč Vrh, Hmeljčič, Hrastje pri Mirni Peči, Jablan, Jelše, Jordankal, Malenska vas, Mali Kal, Mali Vrh, Mirna Peč, Orkljevec, Poljane pri Mirni Peči, Selo pri Zagorici, Srednji Globodol, Šentjurij na Dolenjskem, Veliki Kal, Vrhovo pri Mirni Peči, Vrhpeč.

## In Mirna Peč zijn geboren
- Ludvik Bartelj, filosoof, theoloog, priester
- France Gorše, beeldhouwer
- Ivan Prijatelj, cultuurhistoricus

Črnomelj · Dolenjske Toplice · Kočevje · Kostel · Loški Potok · Metlika · Mirna · Mirna Peč · Mokronog-Trebelno · Novo mesto · Osilnica · Ribnica · Semič · Šentjernej · Šentrupert · Škocjan · Šmarješke Toplice · Sodražica · Straža · Trebnje · Žužemberk
1. ↑  "Prebivalstvo po starosti in spolu, občine, Slovenija, polletno". Statistični urad Republike Slovenije. Geraadpleegd op 18 april 2021.